# Croix d'Alairac
La croix d'Alairac est une croix située à Alairac, en France.

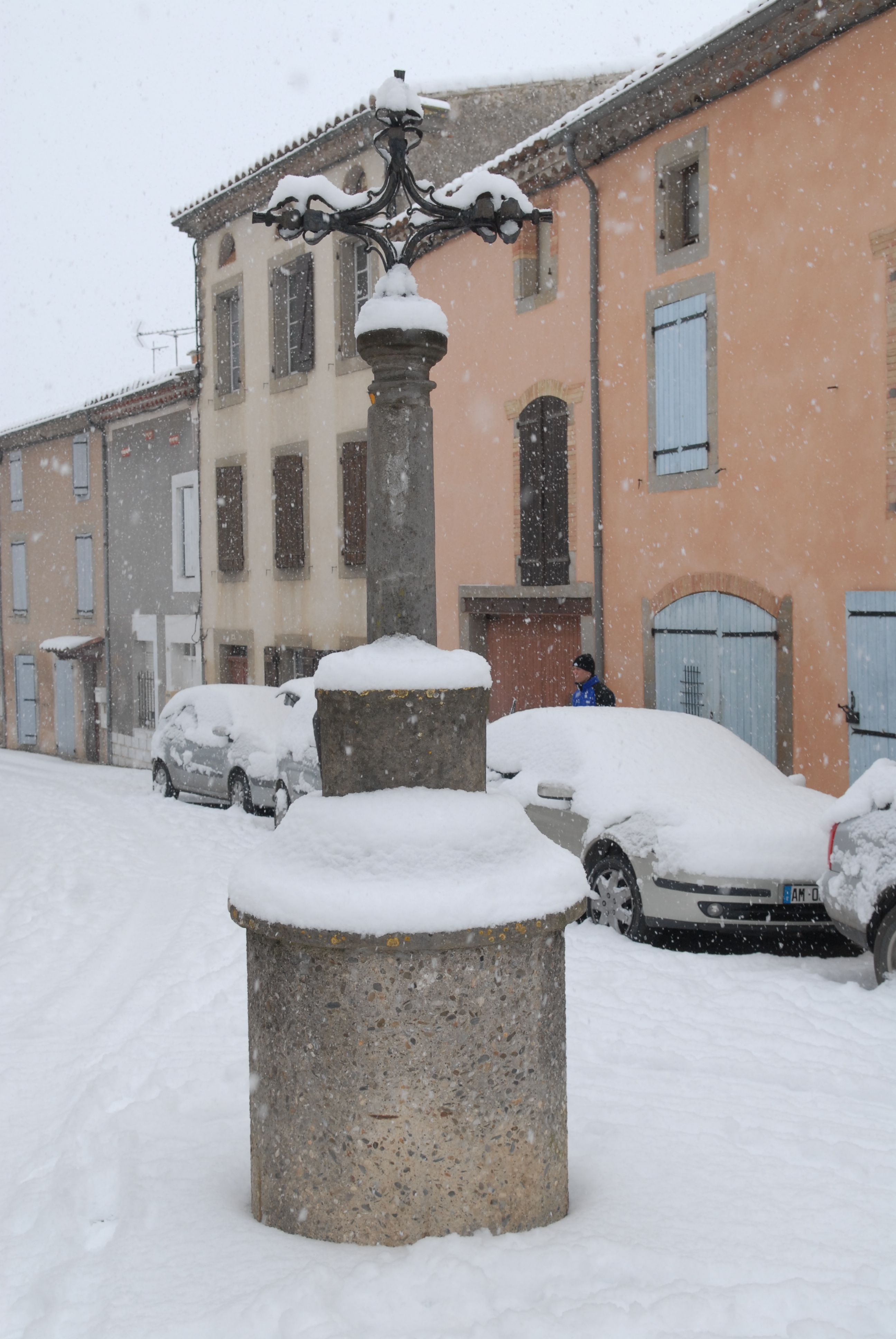
Croix de St Germain sous la neige

## Description
La croix du Rond St Germain a été rénovée en 2022. Seule la partie en fer forgé est classée par arrêté du 27 avril 1948.

## Localisation
La croix est située dans le rond Saint Germain, sur la commune d'Alairac, dans le département français de l'Aude.

## Historique
La croix a été dressée à l'emplacement des anciens fossés de la ville et date sans doute du début du 17e siècle. L'armature de la croix est constituée par quatre fers carrés cintrés en quart de cercle et tangents aux extrémités des bras. Le dessin de ces arcs de cercle est souligné, à l'extérieur et à l'intérieur, par des motifs redentés en fer plat. Dans l'évidement intérieur de la croix, ces petits fers dessinent un quatre-feuilles aux folioles lancéolées. A l'extérieur, ils forment quatre redents. Les extrémités des bras sont ornées de feuillages.
L'édifice est inscrit au titre des monuments historiques le 27 avril 1948.